# 東方神起のライブ一覧
東方神起のライブ一覧（とうほうしんきのライブいちらん）は、韓国のボーカルユニット東方神起が行ったライブに関する一覧記事である。